# Luis Leardy
Luis Leardy Antolín es un deportista español que compitió en natación adaptada. Ganó tres medallas en los Juegos Paralímpicos de Seúl 1988.

## Palmarés internacional
| Juegos Paralímpicos | Juegos Paralímpicos  | Juegos Paralímpicos | Juegos Paralímpicos |
| Año                 | Lugar                | Medalla             | Prueba              |
| ------------------- | -------------------- | ------------------- | ------------------- |
| 1988                | Seúl (Corea del Sur) | Medalla de oro      | 200 m estilos 6     |
| 1988                | Seúl (Corea del Sur) | Medalla de oro      | 400 m libre 6       |
| 1988                | Seúl (Corea del Sur) | Medalla de bronce   | 100 m mariposa 6    |